# Rouen (obchtina)
Pour les articles homonymes, voir Rouen (homonymie).
Rouen (bulgare : Руен) est une obchtina de l'oblast de Bourgas en Bulgarie.